# Friedrich Janke
Friedrich Janke (Skorodnica, 19 aprile 1931) è un ex mezzofondista tedesco.

## Biografia
Partecipò a due edizioni dei Giochi olimpici con la Squadra unificata tedesca correndo sui 5000 metri: a Melbourne 1956 fu eliminato al primo turno mentre a Roma 1960 arrivò in finale, che concluse al quarto posto.
Gareggiando per la Germania Est conquistò la medaglia d'argento sui 10000 metri ai Campionati europei del 1962.

## Palmarès
| Anno | Manifestazione     | Sede      | Evento      | Risultato | Prestazione | Note  |
| ---- | ------------------ | --------- | ----------- | --------- | ----------- | ----- |
| 1956 | Giochi olimpici    | Melbourne | 5000 metri  | Batterie  |             | [ 1 ] |
| 1960 | Giochi olimpici    | Roma      | 5000 metri  | 4º        | 13'46"8     | [ 2 ] |
| 1962 | Campionati europei | Belgrado  | 10000 metri | Argento   | 29'01"6     |       |